# 小池町 (高浜市)
小池町（こいけちょう）は、愛知県高浜市の地名。現行行政地名は小池町1丁目から小池町6丁目。

## 地理
高浜市北部に位置する。西は八幡町、南は神明町、南西は屋敷町、北東は刈谷市小垣江町に接する。

## 歴史

### 沿革
- 1988年（昭和63年） - 高浜市吉浜町の一部により、同市小池町2～4丁目として成立[6]。

## 世帯数と人口
2019年（令和元年）6月1日現在の世帯数と人口は以下の通りである。
| 大字   | 世帯数  | 人口    |
| ------ | ------- | ------- |
| 小池町 | 933世帯 | 2,315人 |

### 人口の変遷
国勢調査による人口の推移
| 1995年（平成7年）  | 1,160人 | [ 7 ]  |  |
| 2000年（平成12年） | 1,529人 | [ 8 ]  |  |
| 2005年（平成17年） | 1,769人 | [ 9 ]  |  |
| 2010年（平成22年） | 1,993人 | [ 10 ] |  |
| 2015年（平成27年） | 2,187人 | [ 11 ] |  |

## 学区
市立小・中学校に通う場合、学区は以下の通りとなる。また、公立高等学校に通う場合の学区は以下の通りとなる。
| 番・番地等 | 小学校             | 中学校             | 高等学校             |
| ---------- | ------------------ | ------------------ | -------------------- |
| 全域       | 高浜市立吉浜小学校 | 高浜市立高浜中学校 | 三河学区（特例地域） |

## その他

### 日本郵便
- 郵便番号 : 444-1303[3]（集配局：高浜郵便局[14]）。